# Alfred-Valère Roy
Pour les articles homonymes, voir Roy.
Alfred-Valère Roy (3 mai 1870 - 23 juin 1942) est un médecin et un homme politique québécois. Il a été le député libéral de Lévis à l'Assemblée législative du Québec de 1916 à 1930.

## Biographie
Il démissionne de son poste de député le 27 novembre 1930 pour occuper un poste au Conseil législatif de la division de La Durantaye. Il décédera en fonction, le 23 juin 1942.
Il est le père de Roger Roy (1915-1973), qui fut député libéral de Lévis de 1960 à 1966.